# Gainas
Gainas (... – 400) è stato un generale romano dell'Impero orientale di origine gota, che tentò di prendere il potere durante il regno di Arcadio (395-408).

## Biografia

### Inizi della carriera
All'inizio della sua carriera, Gainas era un semplice soldato dell'esercito, ma già nel 394 era salito nella gerarchia militare, visto che l'imperatore Teodosio I gli affidò il comando del contingente di foederati barbari durante la campagna contro l'usurpatore Eugenio.
Nel 395 si alleò con il magister militum d'Occidente, il vandalo Stilicone, e con il ciambellano (cubicularius) di Arcadio, Eutropio, per far cadere in disgrazia il prefetto del pretorio d'Oriente Rufino.

### Presa del potere
Nel 399, il capotribù ostrogoto Tribigildo si ribellò: il magister militum Leone fu sconfitto, ed Arcadio affidò a Gainas l'incarico di porre fine alla ribellione. Gainas decise di tentare un colpo di mano: si alleò con Tribigildo e marciò senza trovare opposizione fino a Calcedonia, dove incontrò Arcadio. All'imperatore disse di non essere in grado di controllare Trigildo, a meno che non fossero eliminati alcuni funzionari, appartenenti al "partito" anti-goto: Eutropio, Aureliano, Saturnino, e il nuovo prefetto del pretorio Giovanni. Gainas fu accontentato (anche se il solo Eutropio fu messo a morte) e ricevette il titolo di magister militum praesentialis.
Avendo bisogno del sostegno di qualche funzionario a Costantinopoli, Gainas perdonò Aureliano e lo nominò prefetto del pretorio. Intanto fece un accordo con Tribigildo e uscì da Costantinopoli, dirigendosi verso l'Ellesponto, con Tribigildo che seguiva un altro percorso, morendo per la strada. Ripassato in Asia, Tribigildo ordinò al comandante di origine gota Fravitta di muoversi da Antiochia, pacificando le province settentrionali da eventuali ribellioni.
Intanto Aureliano, che aveva processato e condannato Eutropio, fu nominato console per il 400 assieme a Stilicone, che però non riconobbe il collega, entrando apertamente in contrasto con la corte orientale. A metà aprile 400, Gainas tornò a Costantinopoli e depose Aureliano da tutti gli incarichi, mandandolo in esilio. Senza console per il 400, con Gainas console designato per il 401 e nessun altro alto funzionario civile, il comandante goto era di fatto il signore supremo di Costantinopoli e dell'impero. Entrò in contrasto con il clero ortodosso richiedendo all'imperatore che una chiesa cittadina fosse concessa al culto ariano.

### Caduta
Il 12 luglio la popolazione di Costantinopoli insorse contro i Goti: circa 7.000 foederati, un quinto della forza di Gainas, furono trucidati dalla folla, mentre quelli di loro che trovarono rifugio in una chiesa furono uccisi per espresso ordine di Arcadio e senza che l'arcivescovo di Costantinopoli, Giovanni Crisostomo, denunciasse l'eccidio. Gainas era riuscito a fuggire dalla città prima che iniziasse la rivolta, durante la notte tra l'11 e il 12, e con le truppe che erano fuori dalla città raggiunse la Tracia.
Arcadio elevò Fravitta al rango di magister militum e gli diede l'incarico di attaccare Gainas. Il capo goto, trovatosi le porte delle città tracie chiuse, decise di andare a cercare rinforzi in Asia Minore, e tentò l'attraversamento, ma Fravitta attaccò le navi gote e, seppur in inferiorità numerica, le distrusse (23 dicembre 400): il 3 gennaio del 401 il magister militum appena nominato console, celebrava la propria vittoria su Gainas facendo girare per Costantinopoli la testa del comandante goto, inviata come dono da Uldino, il re degli Unni presso il quale si era rifugiato Gainas e che l'aveva ucciso. La sua morte sancì l'inizio di un'alleanza effettiva tra gli unni e i romani, che durò fino al 450, pur con alterne fasi di guerra con l'impero orientale (con l'impero occidentale la pace fu effettiva).
Un anno dopo la morte di Gainas, Arcadio celebrò la sconfitta del comandante ribelle facendo erigere una colonna coclide nella capitale, la Colonna di Arcadio.

## Rappresentazioni di Gainas
La figura di Tifone nell'opera Aegyptus sive de providentia di Sinesio di Cirene è stata identificata con Gainas; in questa opera Tifone si oppone a Osiride, che rappresenta Aureliano. Sinesio era un aristocratico e un letterato africano, recatosi a Costantinopoli per una ambasciata, in occasione della quale conobbe Aureliano.